# Anolis juangundlachi
Anolis juangundlachi är en ödleart som beskrevs av  Garrido 1975. Anolis juangundlachi ingår i släktet anolisar, och familjen Polychrotidae. IUCN kategoriserar arten globalt som akut hotad. Inga underarter finns listade i Catalogue of Life.